# LN Большой Медведицы
LN Большой Медведицы (лат. LN Ursae Majoris) — двойная новоподобная катаклизмическая переменная звезда (NL) в созвездии Большой Медведицы на расстоянии приблизительно 3164 световых лет (около 970 парсеков) от Солнца. Видимая звёздная величина звезды — от +18m до +14,6m.

## Характеристики
Первый компонент — аккрецирующий белый карлик спектрального класса pec(e).